# Sukaluyu (Ciomas)
Sukaluyu is een bestuurslaag in het regentschap Bogor van de provincie West-Java, Indonesië. Sukaluyu telt 8303 inwoners (volkstelling 2010).